# Jules Jacot-Guillarmod

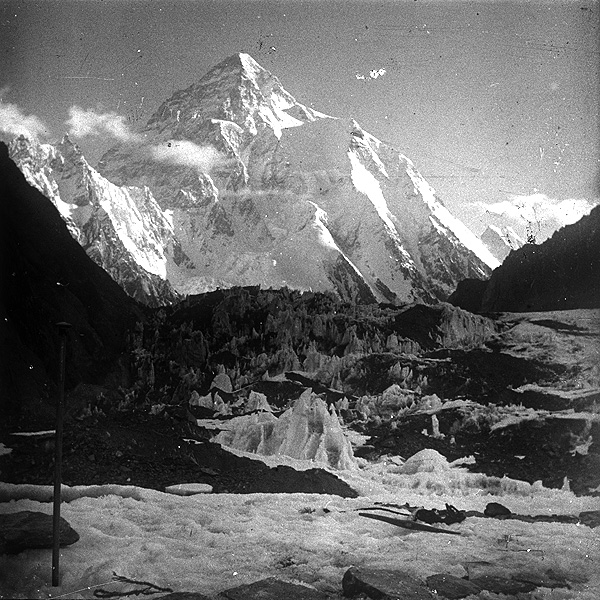
K2 od Julese Jacota-Guillarmoda

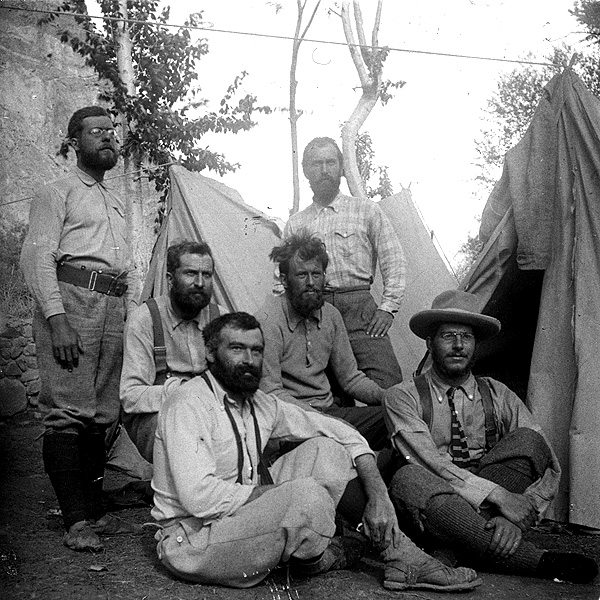
Členové expedice K2 z roku 1902. Jacot-Guillarmod je vlevo, v první řadě.

Jules Jacot-Guillarmod (24. prosince 1868 – 5. června 1925) byl švýcarský lékař, horolezec a fotograf. Narodil se v La Chaux-de-Fonds v roce 1868 a zemřel v Adenském zálivu v roce 1925. Jako horolezec byl známý svými výstupy ve švýcarských Alpách, ale především účastí na dvou expedicích do Himálaje.

## Životopis
Jules Jacot-Guillarmod byl synem malíře zvířat Julese Jacota-Guillarmoda (1828-1889). V letech 1888 až 1895 úspěšně studoval medicínu v Lausanne a Curychu. Promoval v roce 1895 a etabloval se jako praktický lékař v Corsier (kanton Ženeva), v letech 1898 až 1902 v Lignières v letech 1904 až 1910 a poté v Saint-Blaise (kanton Neuchâtel) v letech 1910 až 1912. V roce 1907 se oženil s Madeleine Bovetovou. Od roku 1912 provozoval psychiatrickou kliniku v Château de Prilly a v roce 1920 pár koupil zámek poté, co v letech 1915 až 1920 provozoval kliniku ve Vennes.  Se svými kamarády ze Švýcarského alpského klubu často cestoval po Alpách, pořádal četné přednášky, komentoval své expedice a pravidelně publikoval články do švýcarských novin a časopisů. Jules Jacot-Guillarmod byl také velmi aktivní v různých skupinách: v letech 1915 až 1917 byl jmenován prezidentem sekce Diablerets Švýcarského alpského klubu a v letech 1917 až 1920 také prezidentem Švýcarské asociace geografických společností. Za své činy obdržel několik čestných ocenění: v roce 1920 byl Albertem I. z Monaka na monackém horolezeckém kongresu jmenován důstojníkem Řádu svatého Karla a v roce 1925 jej egyptský král Fouad I. jmenoval vyšším důstojníkem Řádu Nilu na Mezinárodním geografickém kongresu v Káhiře.

### První výstupy
Jules Jacot-Guillarmod vystoupil na svůj první vrchol 2169 metrů v roce 1889 během exkurze s přáteli v regionu Fribourg. Začátkem roku 1890 si koupil cepín a poprvé se vydal na pěší túru kolem Mont Blancu. V roce 1893 vystoupil v doprovodu profesora a skupiny studentů na Jungfrau, svůj první čtyřtisícový vrchol. Dne 12. června 1897, poté, co se dvěma přáteli jel na kole z Martigny do Chamonix, poprvé vystoupil na Mont Blanc bez horského vůdce. O několik měsíců později na tréninkovém kurzu v Paříži přednášel o tomto lezení v Club Alpin Français (CAF) a brzy byl přijat za člena. Jeho kontakty v rámci CAF vedly k jeho prvnímu expedičnímu projektu v Himalájích, i když od toho bylo později kvůli nedostatku financí upuštěno.

### Himalájské expedice
V roce 1902 se Jacot-Guillarmod zúčastnil jako lékař expedice organizované Angličanem Oscarem Eckensteinem, aby si vyzkoušel výstup na K2 v Karakoramu. Dalšími členy byli dva Angličané včetně Aleistera Crowleyho a dva Rakušané. Po přistání v Bombaji 21. března 1902 skupina překročila hranice z Indie do Askoley, podle map nakreslených o deset let dříve Williamem Martinem Conwayem až po Concordia Square na ledovci Baltoro ; doprovázela je kolona 150 nosičů. Odtud skupina vyšplhala až k úpatí K2, oblasti, do které se nikdo předtím nedostal, ale kvůli špatnému počasí zůstala uvězněna téměř dva měsíce v základním táboře ve výšce 5 700 metrů. Jules Jacot-Guillarmod měl příznaky výškové nemoci. Neuvedl však souvislost mezi nadmořskou výškou a těmito příznaky. Dne 10. července 1902 prozkoumal s jedním z Rakušanů severovýchodní hřeben K2 a dosáhl výšky 6700 metrů, nejvyššího bodu expedice. Povětrnostní podmínky se v následujících dnech zhoršily a jeden z horolezců trpěl vysokohorským plicním edémem. Cestovatelé se vrátili přes východní Indii, kde zůstali sedm měsíců. Jacot-Guillarmod si z této expedice přivezl domů téměř tisíc stereoskopických fotografií odhalujících v té době málo nebo vůbec neznámé oblasti.
O dva roky později sám Jacot-Guillarmod zorganizoval výpravu, tentokrát do nepálské a 8585m vysoké Kančendžengy poblíž Everestu. Jeho výpravu tvořili dva Švýcaři a Aleister Crowley, se kterými se setkal během expedice K2 v roce 1902. Pro organizaci expedice v Darjeelingu povolali italského hoteliéra, který znal místní jazyk. Z Darjeelingu skupina postupovala na hranici mezi Sikkimem a Nepálem. Po výstupu údolím Yalung Chu je vrchol obklopený velmi strmým ledovcem, nyní známým jako The Bottleneck. O život přišli tři nepálští nosiči a švýcarský účastník, kteří se zřítí do trhliny ve výšce 6500 metrů. Expedice byla následně zrušena a zpáteční cesta přes Sikkimské hory se uskutečnila bez Crowleyho, který po lavině uprchl se zbytkem peněz, které na expedici poskytl Jacot-Guillarmod.  Jacot-Guillarmod později tyto peníze získal zpět vydíráním Crowleyho a vyhrožováním, že veřejně odhalí některé z jeho pornografické poezie.

### Další expedice
V roce 1919 byl Dr. Georges Montandon, etnolog z Neuchâtelu, pověřen MVČK, aby navštívil rakousko-uherské zajatecké tábory na Sibiři. Jacot-Guillarmod byl součástí této devítiměsíční mise, která prošla Spojenými státy a Japonskem, aby prozkoumala tábory v Rusku. Do Švýcarska se vrátil v prosinci 1919 po ujetí asi 40 000 kilometrů. V roce 1925 se Jacot-Guillarmod zúčastnil Mezinárodního geografického kongresu v Káhiře. Po kongresu měl v úmyslu přejít Afriku po souši až k mysu. Po příjezdu k Viktoriinu jezeru však tak vážně onemocněl, že se rozhodl vrátit domů přes Mombasu. Cestou však zemřel na myokarditidu na moři a byl pohřben na hřbitově Maala v Adenu v Jemenu.

## Galerie

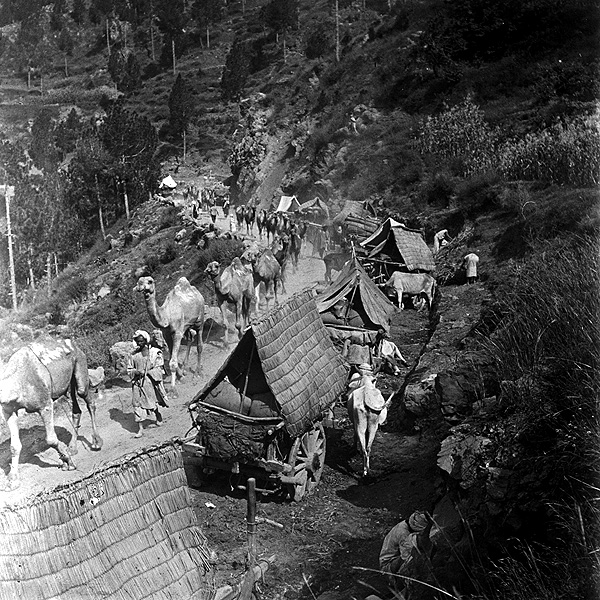
Expedice na K2, 1902
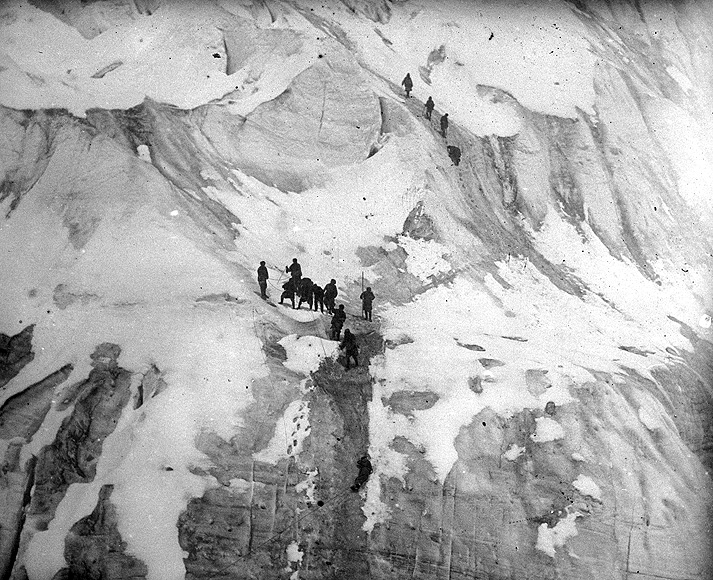
Expedice Kančendženga, 1905
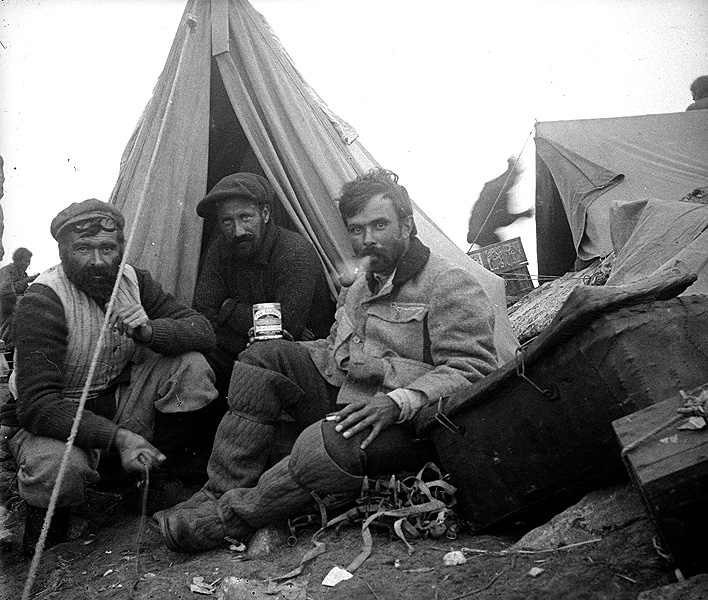
Expedice Kančendženga, základní tábor, 1905
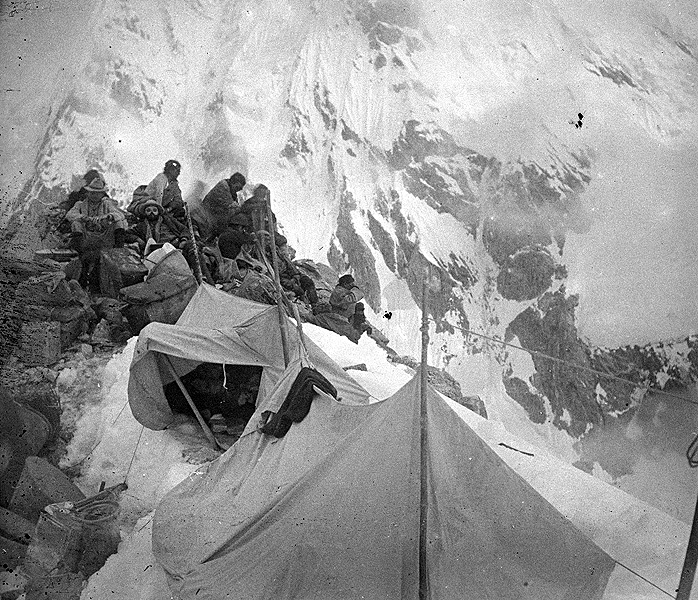
Expedice Kančendženga, 1905
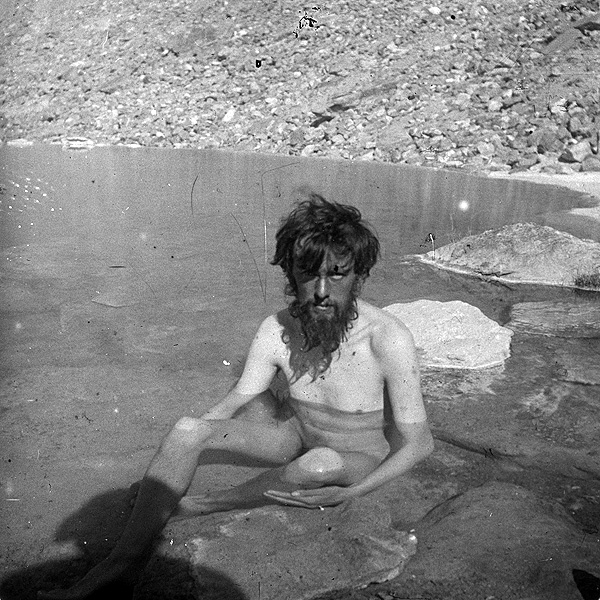
Anglický okultista, básník a spisovatel Aleister Crowley se koupe v prameni na ledovci Baltoro během své expedice, jejímž cílem bylo vylézt na K2 v Himalájích, 1902
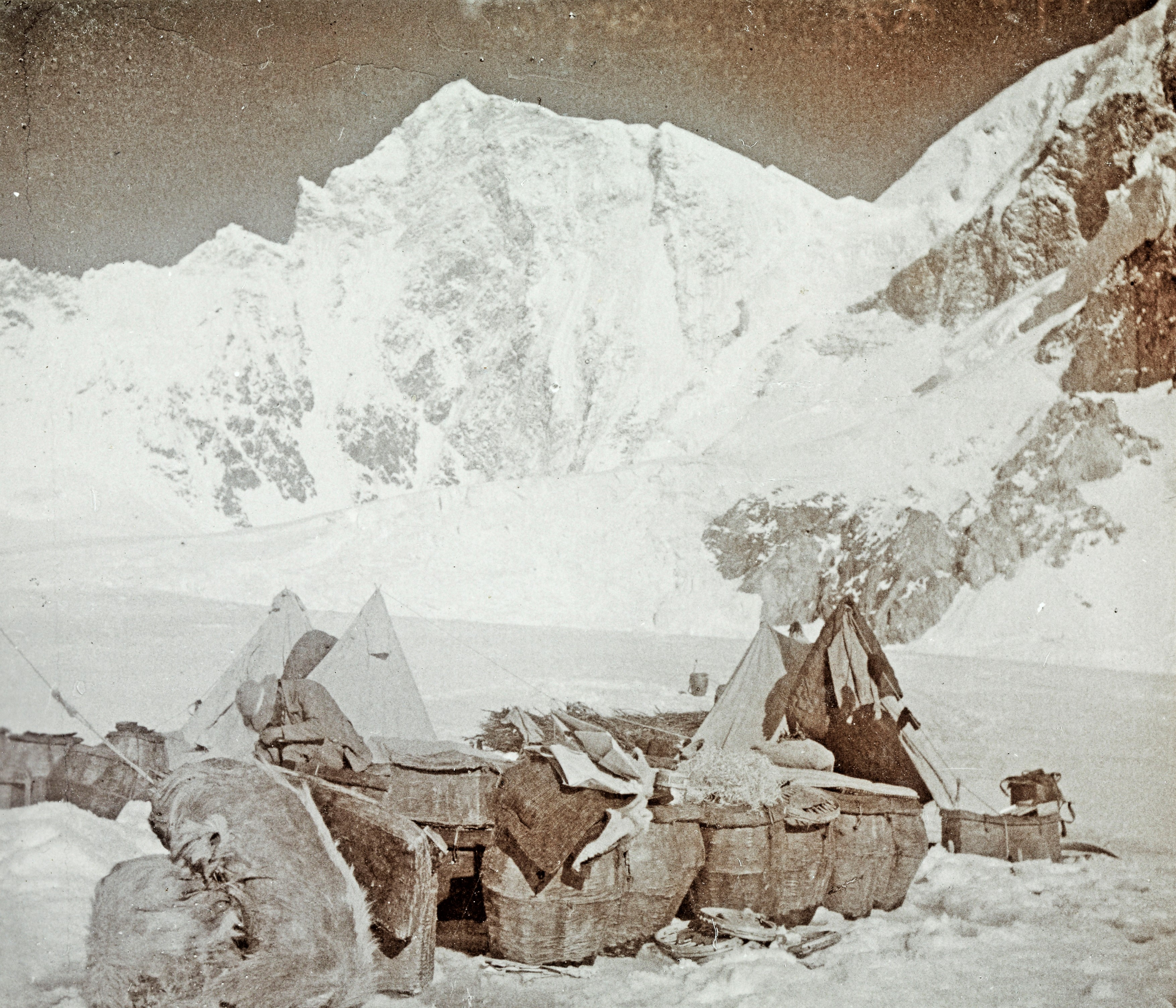
Karakorum K2: tábory X, XI, XII, 1902
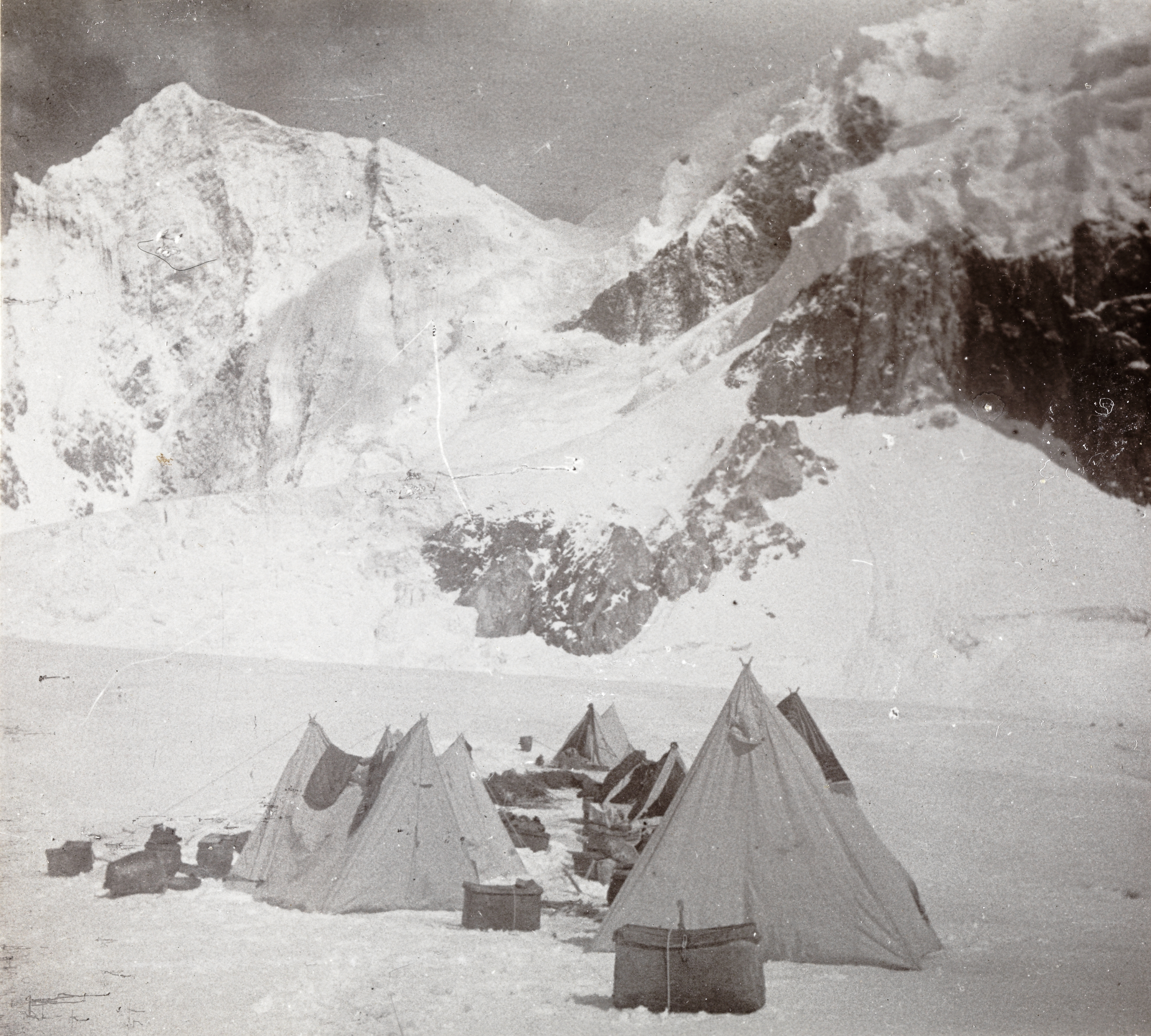
Karakorum K2: tábory X, XI, XII, 1902
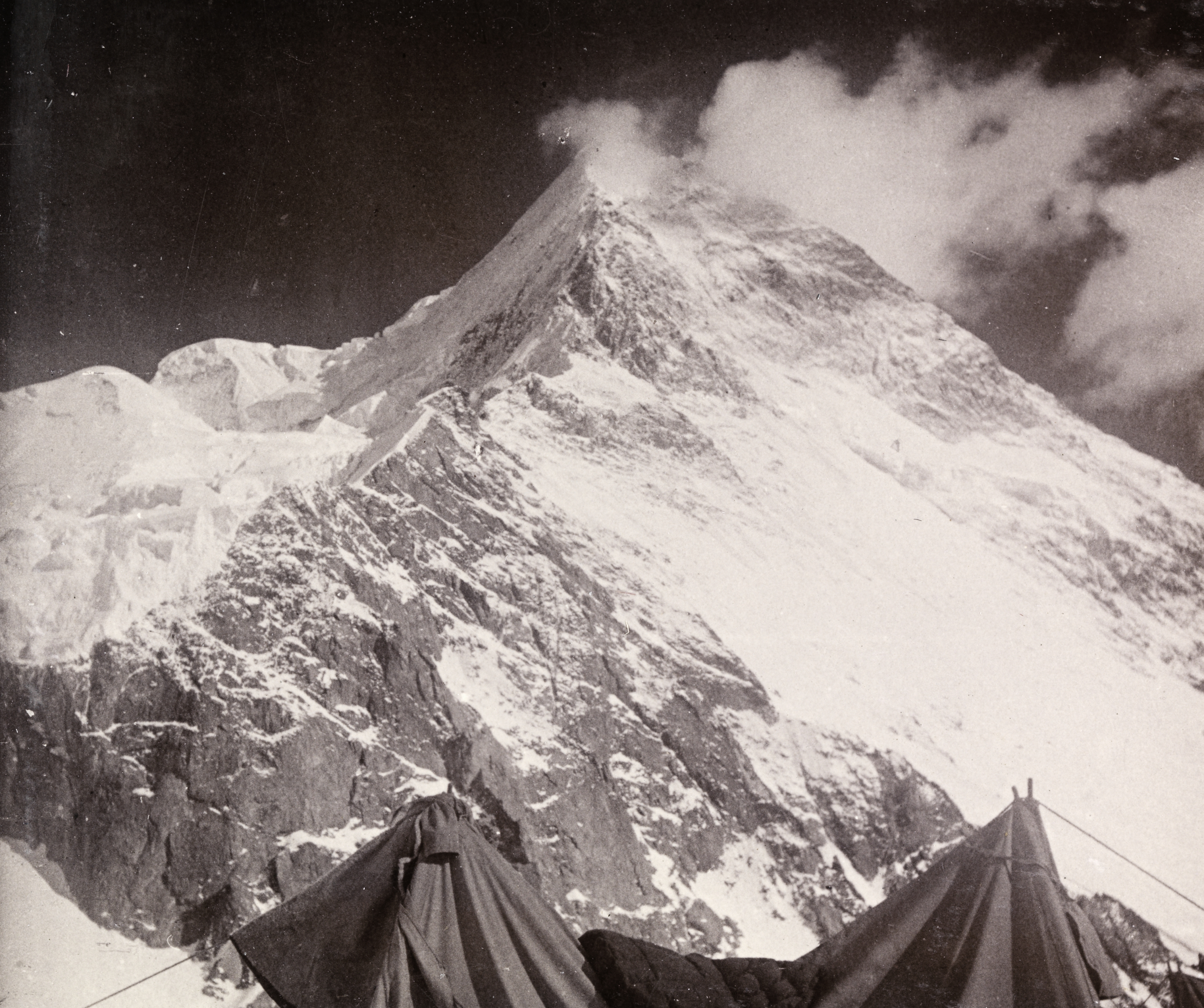
Karakorum K2: tábory X, XI, XII, 1902
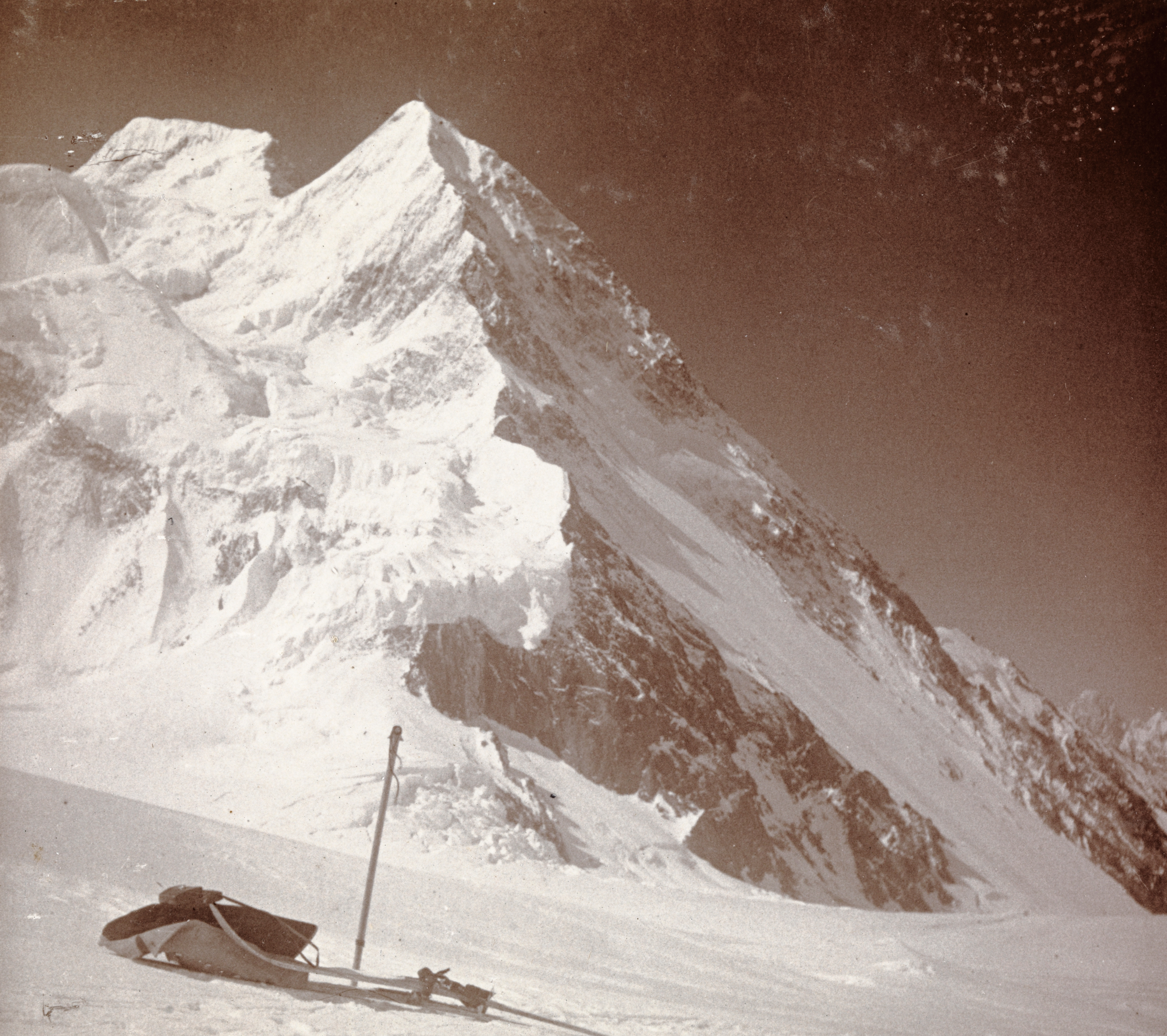
Karakorum K2: tábory X, XI, XII, 1902
Jules Jacot-Guillarmod, Krávy na pastvě, Jura, bez data, olej na plátně, 80 x 115 cm, Musée des Beaux-Arts, La Chaux-de-Fonds
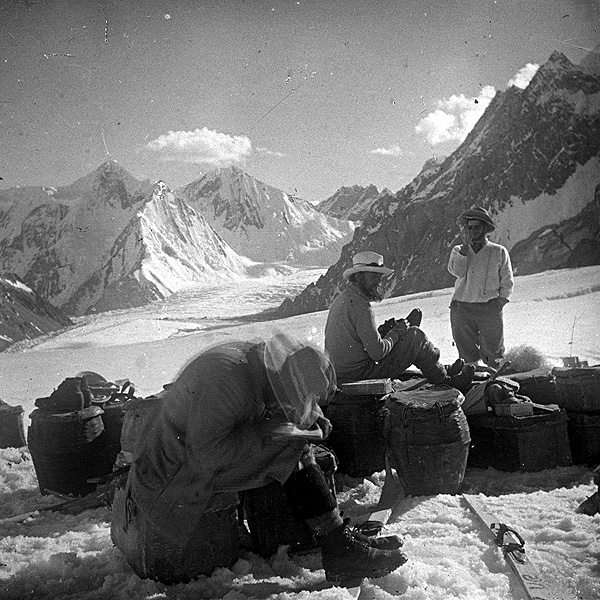
Expedice na K2, základní tábor, 1902
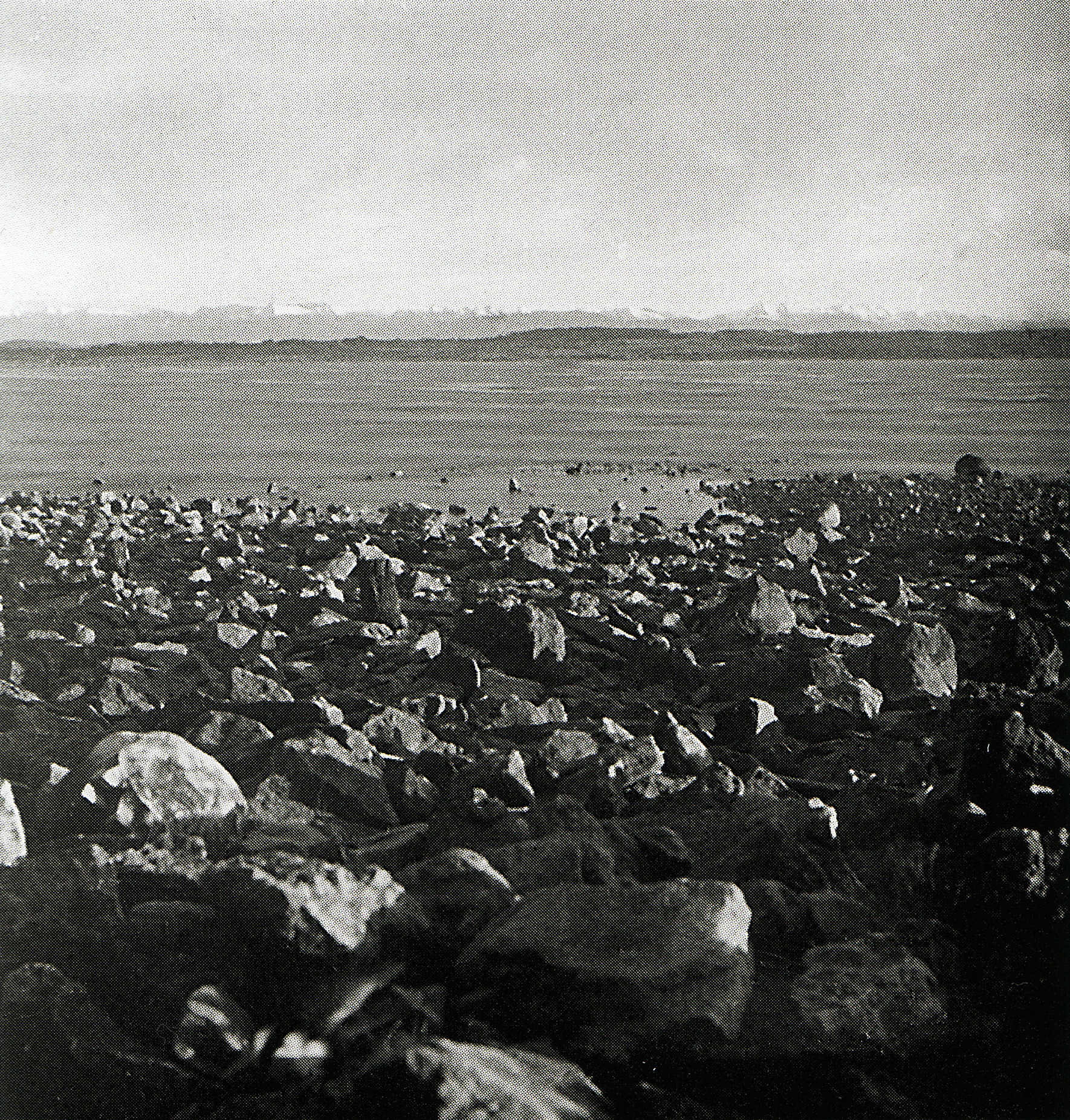
Jezero Yverdun, 1889
Jules Jacot-Guillarmod, portrét malíře

## Publikace
- Journal du 1er janvier 1886 au 27 mai 1925, 74 carnets; Fonds Jacot-Guillarmod, Bibliothèque de la ville de La Chaux-de-Fonds.
- Nouvel an à la cabane Fridolin, L'Écho des Alpes, 1895, s. 117-131
- Au Mont-Blanc, L'Écho des Alpes, 1897, s. 249-268
- Autour de Chanrion, Patrie suisse, č. 4, 1897, str. 279-281
- La pellotine chez les aliénés, Thèse de doctorat de Jules Jacot-Guillarmod, Lausanne, 1897
- Album des cabanes du Club Alpin Suisse, Bern, Schmidt & Francke, 1898
- Dans les Alpes de la Suisse primitiv, L'Écho des Alpes, 1896, s. 211-217 a 335-345
- Dans l'Himalaya, Suisse libérale, 1902, č. 107, 108, 121, 122, 158, 159, 166, 167, 184, 209, 210, 219 a 220
- Un record dans l'Himalaya, Jahrbuch des Schweizer Alpen Club, č. 38, 1902-1903, s. 212-227
- Six mois dans l'Himalaya, le Karakorum et l'Hindu-Kush: voyages et explorations aux plus hautes montagnes du monde, Neuchâtel, W. Sandoz, 1904
- Vers le Kangchinjunga (8585 m), Himalaya népalais, Jahrbuch des Schweizer Alpen Club, n°41, 1905-1906, s. 190-205
- Au Mönch (4105 m) par l'arrête sever-ouest, Jahrbuch des Schweizer Alpen Club, n°43, 1907-1908, s. 364-371
- Campons et piolets, Jahrbuch des Schweizer Alpen Club, č. 45, 1909-1910, s. 344-353
- Au Kangchinjunga: Voyages et explorations dans l'Himalaya du Sikhim et du Népal, L'Écho des Alpes, 1914, s. 389-406
- À l'assaut des plus hauts sommets du monde, L'Écho des Alpes, 1921, s. 337-350
- Les grottes des Dentaux, Bulletin de la Société vaudoise des sciences naturelles, č. 203, 1921, s. 193-204
- Les résultats de l'expédition de l'Everest en 1921, L'Écho des Alpes, 1922, str. 117-120
- Esquisses topographiques du Chogori ou K2 et du Kangchinjunga (Himalaya), Bulletin de la Société neuchâteloise de Géographie, sv. XXXIV, Neuchâtel, 1925, str. 34-37.